# Catarctia terminipuncta
Catarctia terminipuncta är en fjärilsart som beskrevs av George Francis Hampson 1910. Catarctia terminipuncta ingår i släktet Catarctia och familjen tandspinnare. Inga underarter finns listade i Catalogue of Life.